# 科羅斯涅
49°41′8″N 24°31′22″E / 49.68556°N 24.52278°E
科羅斯涅（烏克蘭語：Коросне），是烏克蘭西部的村莊，隸屬利維夫州的利維夫區。該村始建於1444年，面積1.41平方公里，2001年人口1,026，人口密度每平方公里727.7人。